# ادوآرد فرناندس
ادوآرد فرناندِس (اسپانیایی: Eduard Fernández‎؛ زادهٔ ۲۴ اوت ۱۹۶۴) بازیگر اهل اسپانیا است.
از فیلم‌هایی که وی در آن نقش داشته است، می‌توان به ۴۷، شهد پرتقال، موفقیت‌های پیاپی، فائوستو ۵٫۰، ۳۰ سکه،  روش، یک تپانچه در هر دست، بیوتیفول، اوبابا، همه می‌دانند، ۱۸۹۸، آخرین مردان ما در فیلیپین و پوستی که در آن زندگی می‌کنم اشاره کرد. او بابت هنرنمایی‌هایش، تا کنون برندهٔ ۲ جایزه گویا شده است.